# Синдром постуралне ортостатске тахикардије
Синдром постуларне ортостатске тахикардије (СПОТ) је облик ортостатске интолеранције дефинисан као континуиран пораст срчане фреквенције за ≥ 30 откуцаја у минути или као пораст фреквенције на вредност од ≥ 120 откуцаја у минути у оквиру 10 минута од почетка стајања или или нагињања главе уз појаву симптома ортостатске интолеранције и одсутности ортостатске хипотензије. Ортостатска интолеранција се може описати као немогућност толерирања усправног става тела уз осећај олакшања симптома након заузимања лежећег положаја.
Синдром постуларне ортостатске тахикардије је поремећај функције аутономног нервног система. Патологија се одликује надражајем адренергичких и кардиовагалних нервних влакана и одређеним поремећајима централног нервног система. Патофизиологија СПОТ-а је хетерогена и укључује поремећену вазоконстрикцију посредовану симпатикусом, прекомерни нагон симпатикуса, дисрегулацију запремине и декондиционирање. 
Поремећај прате симптоми  церебралне хипоперфузије и прекомерне симпатоексцитације - вртоглавице, лупање срца, синкопа, анксиозност.   
СПОТ се често укључује у диференцијалну дијагнозу хроничних необјашњивих симптома, као што су неодговарајућа синусна тахикардија, хронични умор, хронична вртоглавица или необјашњиви напади код иначе здравих младих особа. Многи пацијенти са СПОТ такође пријављују симптоме који се не могу приписати ортостатској нетолеранцији, укључујући оне функционалних гастроинтестиналних поремећаја или поремећаја бешике, хроничне главобоље, фибромиалгије и поремећаја сна. У многим од ових случајева, когнитивни фактори и фактори понашања, соматска хипербудност повезана са анксиозношћу, депресијом и појачавањем понашања доприносе хроничности симптома. Због свега наведеног пацијенти имају лошији квалитет живота због многи ограничење у више подручја живота. 
Третман постуралне ортостатска тахикардија је нејасан, али се код великог броја пацијената јавља знатно побољшање након тачно постављене дијагнозе и правилно спроведеног лечења.

## Историја
Термин Синдром постуралне ортостатске тахикардије (СПОТ) сковао је 1993. године тим истраживача са клинике Мејо, на челу са неурологом др Филипом Лоуом. Међутим, СПОТ није нова болест, већ је кроз сторију позната под другим називима, као што су:
- ДаКостин синдром,
- Војниково срце,
- Синдром пролапса митралног залиска,
- Неуроциркулаторна астенија,
- Хронична ортостатска нетолеранција,
- Ортостатска тахикардија и
- Синдром постуралне тахикардије.[3]

У прошлости се погрешно веровало да је узрокована анксиозношћу. Међутим, савремени истраживачи су утврдили да СПОТ није узрокован анксиозношћу, већ оштећењем аутономног нервног система пацијента, након што су у последњих 20 година, истраживачи су стекли много више увида у неравнотежу аутономног нервног система.

## Епидемиологија
Синдром постуралне ортостатске тахикардије је облик дисаутономије за који се процењује да погађа између 1.000.000 и 3.000.000 Американаца, и милионе других широм света. СПОТ је облик ортостатске нетолеранције који је повезан са присуством прекомерне тахикардије и многим другим симптомима при устајању. СПОТ се може појавити у било ком узрасту, полу или раси, али се најчешће јавља код жена у репродуктивном добу (између 15 и 50 година старости).
Пацијенти којима је дијагностикован синдром постуларне ортостатске тахикардије су углавном жене, са женско — мушким односом учесталости::4 — 5:1 Од овог поремећаја само у Америци болује преко 500.000 пацијената, међу којима је 80% жена.
Просечне старост пацијената је између 12 и 50 година.

## Патофизиологија
Неколико патофизиолошких механизама је укључено у развој синдрома постуларне ортостатске тахикардије:
- Дистална периферна неуропатија,
- Поремећаји централне контроле симпатичког нервног система,
- Оштећење синаптичких механизама поновног уноса норепинефрина,
- Поремећаји ренин-ангиотензин-алдостерон осовине,
- Промене у синтетичком путу норепинефрина.[11]

## Клиничка слика
Најчешћи симптоми повезани са синдром постуларне ортостатске тахикардије су:
- омамљеност,
- пресинкопа,
- слабост,
- палпитације.

## Дијагноза
Циљеви евалуације код пацијената са СПОТ су да се: 
- искључе срчани узроци неодговарајуће тахикардије,
- разјасни, ако је могуће, највероватније патофизиолошка основа постуралне нетолеранције
- процени присуство аутономних неуропатија које се могу лечити
- искључе ендокрини узроци хиперадренергичног стања
- процени кардиоваскуларно декондиционирање
- утврди допринос емоционалних и бихевиоралних фактора симптомима пацијента.

Како се стајањем симптоми погоршавају а олакшање наступа након заузимања лежећег положаја то је једно од карактеристичних дијагностичких обележје синдром постуларне ортостатске тахикардије. При постављању дијагнозе користе се; 
- Активни тест стајања
- Пасивни head-up тилт тест,
- Анамнеза и историје болести
- Клинички преглед.

## Диференцијална дијагноза
Различити аутономни тестови се користе да би се искључили аутономни поремећаји који би могли бити у основи симптома, док се ендокрини тестови користе за искључивање хипертиреозе и ређих ендокриних стања.
Електрокардиографија се нормално ради свим пацијентима како би се искључили други могући узроци тахикардије.
У случајевима када се сумња на одређено удружено стање или комплицирајући фактор, могу се користити и други неаутономни тестови: 
- ехокардиографија да се искључи пролапс митралне валвуле,
- тестови термичког прага за неуропатију малих влакана.[11]

Тестирање кардиоваскуларног одговора на продужено нагињање главе, вежбање, исхрану и топлотни стрес може помоћи да се одреди најбоља стратегија за управљање симптомима.
СПОТ је такође подељен на неколико типова који могу имати користи од различитих третмана.
Људи са неуропатским СПОТ показују губитак знојења у стопалима током тестова знојења, као и смањено ослобађање норепинефрина у нози, али не и у руци. Верује се да ово одражава периферну симпатичку денервацију у доњим удовима.
Људи са хиперадренергичним СПОТ  показују значајно повећање крвног притиска и нивоа норепинефрина када стоје, а већа је вероватноћа да ће имати изражене палпитације, анксиозност и тахикардију..
Људи са СПОТ могу бити погрешно дијагностиковани са неодговарајућом синусном тахикардијом (СТ) јер се појављују слични симптоми. Једна од карактеристика је да они са СПОТ-ом ретко показују >100 откуцаја у минути док су у лежећем положају, док пацијенти са СТ често имају откуцаје срца у мировању >100 бпм. Поред тога, пацијенти са СПОТ-ом показују израженију промену у срчаном ритму као одговор на промену држања тела.

## Терапија
Управљање СПОТ-ом укључује:
Нефармакотерапијски приступ
- Избегавање фактора који изазивају преципитацију,
- Повећање запремине. Без обзира на основни патофизиолошки механизам, већини пацијената је потребно повећање запремине уз адекватну дневну количину воде (1,5-2 литара) и унос натријума. Ово је посебно важно приликом буђења или пре предвидљивог ортостатског стреса. Претерани унос кофеина треба избегавати јер може повећати диурезу и подстаћи хиповолемију.[11]
- Физички контраманеври
- Вежбе

Фармакотерапија
фармакотерапија флудрокортизоном, мидодрином, β-блокаторима и/или пиридостигмином има за циљ:
- повећање запремине течности у организму,
- повећање периферне васкуларне резистенције.
- смањење централне активности симпатичког нервног система.

| Лек                                                             | Образложење                                                                                                   | Посебна разматрања код пацијената са СПОТ |
| --------------------------------------------------------------- | --- | --- |
| Флудрокортизон                                                  | Проширење запремине                                                                                           | Може погоршати главобољу |
| Мидодрин                                                        | Вазоконстрикција (смањује накупљање вена)                                                                     | Може погоршати ГИ симптоме или задржавање урина |
| β-адренергички блокатори (пропранолол, кардиоселективни лекови) | Смањити утицај симпатикуса на синусни чвор                                                                    | Пропранолол може бити потенцијално користан за лечење коморбидитета (анксиозност, мигрена) Све β-блокаторе треба почети са малим дозама јер пацијенти могу имати преосетљивост β-адреноцептора β-блокатори могу да погоршају умор или да изазову хипотензију ако се користе без истовремених нефармаколошких приступа |
| Пиридостигмин                                                   | Потенцира ганглионску симпатоексцитацију током ортостатског стреса. Може допринети смањењу срчане фреквенције | Може помоћи висцералној хипомотилности, али може погоршати симптоме висцералне хипермотилности |

Бихејвиорално-когнитивну терапију

## Квалитет живота и инвалидност
Неки пацијенти имају прилично благе симптоме и могу да наставе са нормалним радом, школом, друштвеним и рекреативним активностима. Код  других , симптоми могу бити толико озбиљни да нормалне животне активности, као што су купање, кућни послови, јело, усправно седење, ходање или стајање, могу бити значајно ограничене.
Лекари са искуством у лечењу СПОТ упоредили су функционално оштећење уочено код пацијената са СПОТ са оштећењем уоченим код хроничне опструктивне плућне болести (ХОБП) или конгестивне срчане инсуфицијенције. Отприлике 25% пацијената са СПОТ су инвалиди и неспособно за рад.  Истраживачи су открили да је квалитет живота пацијената са СПОТ упоредив са пацијентима на дијализи због затајења бубрега.

## Прогноза
Тренутно не постоји лек за СПОТ, међутим истраживачи верују да ће неки пацијенти приметити побољшање симптома током времена. Детаљне дугорочне студије праћења тока СПОТ-а су ретке. 
Уз правилно прилагођавање начина живота, вежбање, исхрану и медицинске третмане, многи пацијенти доживели су побољшање квалитета живота.  Ако се може идентификовати основни узрок и ако се тај узрок може лечити, симптоми СПОТ-а могу и нестати. Иако је прогноза добра за већину пацијената, истраживачи су приметили да се синдром код неки пацијенти неће побољшати и да се временом симптоми могу погоршати.
Најдужа студија праћења која је до сада рађена долази са клинике Мејо,  на којој је обављена анкета педијатријских пацијената са СПОТ-ом који су виђени између 2003. и 2010. Од оних који су одговорили на анкету, 18,2% је пријавило потпуно нестајање симптома СПОТ-а, док је 52,8% пријавило упорне, али побољшане симптоме. Мушки пацијенти су два пута чешће пријавили опоравак. Просечном испитанику је дијагностикован синдром око 5 година. Код пацијенти који су се потпуно опоравили као и код они који нису имали резултате терапије,  ментално здравље је било очувано на нивоу националне норме.